# 第13回全国高等学校バスケットボール選抜優勝大会
第13回全国高等学校バスケットボール選抜優勝大会（だい13かい ぜんこくこうとうがっこうバスケットボールせんばつゆうしょうたいかい）は、1983年3月26日から30日まで代々木体育館別館で開催された全国高等学校バスケットボール選抜優勝大会。

## 出場校
| ブロック | 都道府県 | 男子               | 男子           | 都道府県 | 女子                 | 女子           |
| ブロック | 都道府県 | 出場校             | 出場回数       | 都道府県 | 出場校               | 出場回数       |
| -------- | -------- | ------------------ | -------------- | -------- | -------------------- | -------------- |
| 北海道   | 北海道   | 東海大学第四       | 8年連続9回目   | 北海道   | 札幌香蘭女子学園     | 4年ぶり5回目   |
| 東北1    | 秋田県   | 能代工業           | 13年連続13回目 | 秋田県   | 秋田経済大学附属     | 4年連続4回目   |
| 東北2    | 青森県   | 弘前実業           | 5年連続6回目   | 秋田県   | 能代北               | 4年ぶり2回目   |
| 関東1    | 神奈川県 | 相模工業大学附属   | 9年連続11回目  | 栃木県   | 宇都宮女子商業       | 4年連続8回目   |
| 関東2    | 茨城県   | 土浦日本大学       | 9年連続11回目  | 千葉県   | 東金                 | 3年ぶり2回目   |
| 関東3    | 千葉県   | 東海大学付属浦安   | 4年連続4回目   | 埼玉県   | 星野女子             | 2年ぶり2回目   |
| 関東3    | 埼玉県   | 埼玉栄             | 初出場         | 神奈川県 | 市立金沢             | 2年ぶり2回目   |
| 東京都1  | 東京都   | 京北               | 13年連続13回目 | 東京都   | 東京成徳短期大学附属 | 12年連続12回目 |
| 東京都2  | 東京都   | 日本大学豊山       | 初出場         | 東京都   | 青蘭学院             | 初出場         |
| 北陸     | 福井県   | 北陸               | 4年連続5回目   | 福井県   | 鯖江                 | 初出場         |
| 信越     | 長野県   | 松本県ヶ丘         | 7年ぶり2回目   | 長野県   | 篠ノ井               | 10年ぶり2回目  |
| 東海1    | 静岡県   | 興誠               | 3年連続3回目   | 愛知県   | 市邨学園             | 6年連続8回目   |
| 東海2    | 愛知県   | 名古屋電気         | 8年連続8回目   | 静岡県   | 浜名                 | 初出場         |
| 東海3    | 岐阜県   | 岐阜農林           | 2年連続9回目   | 愛知県   | 星城                 | 3年連続5回目   |
| 近畿1    | 京都府   | 洛南               | 9年連続9回目   | 兵庫県   | 甲子園学院           | 4年ぶり3回目   |
| 近畿2    | 兵庫県   | 西宮南             | 初出場         | 大阪府   | 薫英                 | 2年ぶり5回目   |
| 近畿3    | 大阪府   | 大阪商業大学附属堺 | 3年連続3回目   | 滋賀県   | 長浜商工             | 2年ぶり4回目   |
| 中国1    | 島根県   | 松江工業           | 3年連続7回目   | 岡山県   | 就実                 | 3年ぶり5回目   |
| 中国2    | 島根県   | 松江北             | 3年ぶり3回目   | 岡山県   | 倉敷翠松             | 初出場         |
| 四国     | 愛媛県   | 新田               | 8年ぶり2回目   | 高知県   | 土佐女子             | 初出場         |
| 九州1    | 福岡県   | 福岡大学附属大濠   | 10年連続10回目 | 福岡県   | 中村学園女子         | 4年連続4回目   |
| 九州2    | 沖縄県   | 興南               | 2年連続3回目   | 大分県   | 日田商業             | 2年連続2回目   |
| 九州3    | 宮崎県   | 宮崎工業           | 初出場         | 熊本県   | 熊本女子             | 2年ぶり3回目   |
| 推薦     | 山形県   | 日本大学山形       | 4年連続8回目   | 千葉県   | 昭和学院             | 5年連続9回目   |

## 試合結果

### 男子
1回戦
- 名古屋電気 72 - 58 埼玉栄
- 日本大学豊山 68 - 65 東海大学第四
- 宮崎工業 64 - 61 洛南
- 土浦日本大学 66 - 62 松本県ヶ丘

- 大阪商業大学附属堺 88 - 77 岐阜農林
- 興南 77 - 67 東海大学付属浦安
- 松江北 67 - 65 弘前実業
- 北陸 67 - 45 西宮南

2回戦
- 興誠 86 - 44 松江北
- 北陸 56 - 44 相模工業大学附属
- 日本大学豊山 72 - 45 新田
- 日本大学山形 92 - 70 興南

- 福岡大学附属大濠 79 - 69 土浦日本大学
- 京北 91 - 63 大阪商業大学附属堺
- 能代工業 75 - 45 名古屋電気
- 松江工業 92 - 62 宮崎工業

準々決勝
- 北陸 49  - 47 興誠
- 日本大学豊山 59 - 48 日本大学山形
- 京北 83 - 67 福岡大学附属大濠
- 能代工業 104 - 72 松江工業

準決勝
- 能代工業 95 - 86 京北
- 北陸 58 - 50 日本大学豊山

3位決定戦
- 京北 70 - 68 日本大学豊山

決勝
- 能代工業 72 - 71 北陸（OT）

### 女子
1回戦
- 鯖江 62 - 54 倉敷翠松
- 星野女子 77 - 62 星城
- 青蘭学院 78 - 48 土佐女子
- 薫英 51 - 44 東金

- 熊本女子 63 - 62 札幌香蘭女子学園
- 能代北 68 - 44 篠ノ井
- 浜名 54 - 48 市立金沢
- 日田商業 52 - 46 長浜商工

2回戦
- 昭和学院 129 - 54 鯖江
- 秋田経済大学附属 63 - 61 星野女子
- 浜名 80 - 49 就実
- 東京成徳短期大学附属 85 - 38 日田商業

- 中村学園女子 58 - 39 青蘭学院
- 市邨学園 55 - 47 薫英
- 熊本女子 73 - 60 甲子園学院
- 宇都宮女子商業 69 - 45 能代北

準々決勝
- 昭和学院 89 - 60 秋田経済大学附属
- 中村学園女子 58 - 56 市邨学園
- 宇都宮女子商業 81 - 48 熊本女子
- 東京成徳短期大学附属 81 - 42 浜名

準決勝
- 昭和学院 79 - 68 中村学園女子
- 東京成徳短期大学附属 91 - 60 宇都宮女子商業

3位決定戦
- 宇都宮女子商業 73 - 37 中村学園女子

決勝
- 東京成徳短期大学附属 83 - 65 昭和学院

## 大会ベスト5
男子
- 目由紀宏 (能代工業№・2年)
- 保坂匡 (能代工業№・2年)
- 久井茂稔 (北陸№・2年)
- 富本勇人 (北陸№・年)
- 成田雄聖 (京北№・年)

女子
- 韮塚直子 (東京成徳短期大学附属№・年)
- 二見由美子 (東京成徳短期大学附属№・年)
- 黒田麻由美 (東京成徳短期大学附属№・1年)
- 鷲見京美 (昭和学院№・年)
- 鈴木友美子 (宇都宮女子商業№・年)